# 719 Albert
719 Albert é um asteroide cruzador de Marte e um asteroide Amor, o segundo descoberto após 433 Eros, descoberto por Johann Palisa no Observatório Imperial, Viena, em 3 de outubro de 1911.

## Descoberta
Descoberto em 1911 por Johann Palisa, o asteróide foi nomeado a um dos grandes beneméritos do Observatório Imperial em Viena, Albert Salomon von Rothschild, que havia morrido alguns meses antes. Devido a imprecisões na órbita calculada do asteróide que foi subsequentemente perdida e não recuperada até 2000 por Jeffrey Larsen usando dados do projeto de levantamento de asteróides Spacewatch. Quando foi redescoberto em 2000, Albert foi o último "asteroide perdido" entre esses números atribuídos (69230 Hermes não foi numerado até 2003). O penúltimo asteroide "perdido" numerado, 878 Mildred, tinha sido redescoberto em 1991.
Quando foi redescoberto 719 Albert foi erroneamente considerado como sendo um novo asteróide e foi designado 2000 JW8.

## Propriedades físicas
A maior parte do que é conhecido sobre 719 Albert veio de observações após sua redescoberta. Em 2001 ele passou próximo da Terra, permitindo uma série de observações em diferentes ângulos de fase. Durante esta passagem seu período de rotação foi calculado em 5,802 horas e uma medição de magnitude absoluta de 15,43 juntamente com um albedo suposto como de 0,12 conduzem a um diâmetro de 2,8 km.